# Гаймгаузен
Гаймгаузен (нім. Haimhausen) — громада в Німеччині, розташована в землі Баварія. Підпорядковується адміністративному округу Верхня Баварія. Входить до складу району Дахау.
Площа — 26,73 км2. Населення становить 5671 ос. (станом на 31 грудня 2020).